# Maison hantée (roman)
Pour les articles homonymes, voir Maison hantée (homonymie).
Maison hantée ou La Maison hantée (titre original : The Haunting of Hill House) est un roman d'horreur psychologique américain de Shirley Jackson publié en 1959.
Le livre, devenu un classique de la littérature fantastique et néo-gothique américaine, est considéré par Stephen King comme l'un des meilleurs romans fantastiques du XXe siècle,.
L'histoire raconte le cas du docteur John Montague qui, espérant trouver des preuves scientifiques de l'existence du surnaturel, loue pour un été une vieille bâtisse réputée hantée en invitant plusieurs personnes préalablement choisies pour des raisons spécifiques. Le groupe, composé d'Eleanor Vance, de Theodora, de Luke Sanderson et du docteur, s'installe à Hill House où l'histoire de la maison leur est révélée et où des événements étranges se passent, notamment des bruits nocturnes inexpliqués et l'apparition d'écrits sur les murs.
Le livre est dédié à Leonard Brown, le professeur d'anglais de Shirley Jackson à l'université de Syracuse.

## Résumé
Hill House est un manoir laissé à l'abandon situé quelque part dans des collines de la Nouvelle-Angleterre. Le docteur John Montague, qui espère trouver des preuves scientifique d'une activité surnaturelle à Hill House, loue la bâtisse pour un été et invite plusieurs personnes choisies en raison de leurs expériences passées avec des événements paranormaux. Parmi celles-ci, seules trois personnes acceptent l'invitation : Eleanor Vance, une jeune femme timide encore marquée par sa relation avec une mère exigeante et handicapée ; Theodora, une artiste bohémienne et supposément lesbienne ; et Luke Sanderson, le jeune héritier de Hill House qui leur permet d'être hébergés dans la maison.
Les quatre membres du groupe se donnent rendez-vous à Hill House où ils décident de s'isoler, froidement accueillis par les deux gardiens du domaine, M. et Mme Dudley, qui s'occupent d'entretenir la bâtisse et de leur servir le repas, mais refusent de rester sur place une fois la nuit tombée.
Rapidement, les quatre visiteurs nouent une forte amitié. Le Dr. Montague, le premier soir, leur explique l'histoire de Hill House, de son fondateur Hugh Crain et de sa famille, avec notamment de nombreux cas de suicide et de morts énigmatiques.
Au fur et à mesure que les jours passent, les quatre résidents commencent à être témoins d'événements étranges au sein de la maison : bruits nocturnes, battement contre les portes, apparition d'écritures étranges sur les murs dont la phrase visée : « AU SECOURS ELEANOR RENTRE À LA MAISON ». Eleanor, terrifiée à l'idée que la maison connaisse son nom, commence à vivre des phénomènes dont les autres n'ont pas conscience. Peu à peu, elle perd contact avec la réalité, et il devient difficile pour le lecteur de faire la différence entre ce qui est le produit de son imagination et ce qu'il se passe réellement.
Après quelques jours passés à Hill House, l'épouse du Dr. Montague et son compagnon Arthur Parker, directeur d'une école de garçons, se joignent au groupe pour passer un week-end dans la maison, eux aussi intéressés par le surnaturel. Les pratiques de Mme Montague, nécessitant l'emploi d'écriture spirituelle et l'utilisation d'une Planchette, inspirent le mépris à son mari, qui ne voit en ces méthodes que des fadaises venant troubler les études qu'il mène au sein du manoir.
Contrairement au docteur, à Eleanor, Theodora et Luke, Mme Montague et M. Parker ne sont témoins d'aucune manifestation surnaturelle, bien que certains des prétendus écrits intuitifs soutirés par Mme Montague sembleraient communiquer avec Eleanor.
Après plusieurs événements paranormaux remettant en cause l'état mental d'Eleanor, un accident fait atteindre à son paroxysme l'angoisse liée à Hill House : Eleanor, dans un état second, quitte sa chambre en pleine nuit sans prévenir personne et se met à errer dans les pièces de la maison. Les autres membres du groupe, brusquement alarmés par sa disparition, partent à sa recherche et la retrouvent finalement dans la bibliothèque, en train d'escalader le vieil escalier de fer en colimaçon menant à la plus haute tour du manoir où la fille de Hugh Crain se serait pendue. L'escalier, vieillissant, est dangereusement instable : Luke, peu rassuré, vient la chercher et l'aide à redescendre pour lui éviter une chute fatale.
À la suite de cet incident, on comprend que la maison commence à posséder Eleanor. Craignant pour sa sécurité, le Dr. Montague et Luke déclarent qu'elle doit quitter les lieux et rentrer chez elle. Eleanor, cependant, coupée de toute réalité, considère désormais Hill House comme sa seule maison et résiste à leurs injonctions. Le groupe, guidé par Montague, lui préparent sa voiture et rangent pour elle ses affaires avant de la forcer à partir. D'abord réticente et désespérée, Eleanor finit par accepter à contrecœur : elle fait ses adieux et monte dans sa voiture, mais avant même de quitter le terrain de la propriété, elle se tue en se propulsant contre un grand chêne.
Après le drame, le groupe décide de quitter Hill House pour de bon. Luke Sanderson part à Paris, et le Dr. Montague renonce finalement à la poursuite de ses travaux après l'accueil froid qui est réservé à son article analysant les phénomènes parapsychiques de la maison.

## Genèse
Selon Lenemaja Friedman, Shirley Jackson a eu l'idée d'écrire une histoire de fantômes alors qu'elle lisait un ouvrage consacré à un groupe de chercheurs du XIXe siècle ayant loué une maison considéré comme hantée afin de l'étudier et d'enregistrer leurs impressions visuelles et auditives pour le compte de la Society for Psychical Research. Peu après, lors d'un séjour à New York, elle aurait aperçu sur la  125e Rue une maison d'apparence grotesque qui l'aurait marqué.
Jackson fit de nombreuses recherches dans des livres, revues et journaux pour trouver une maison qui correspondrait à son idée d'histoire. Elle prit contact par lettres avec sa mère, Geraldine Jackson, pour glaner des informations complémentaires sur différentes bâtisses, notamment la maison Winchester ainsi qu'une maison bâtie à San Francisco qu'elle avait trouvé en photo et qui semblait parfaitement s'accorder à ce qu'elle désirait pour son projet ; sa mère lui apprit que cette maison avait été construite par son ancêtre, l'architecte Samuel Bugbee,. À partir de ces différentes informations, Jackson a esquissé plusieurs plans du rez-de-chaussée et de l'étage de Hill House, ainsi qu'un rendu de l'extérieur.

## Réception
Edmund Fuller, dans une critique du New York Times de 1959, considère qu'avec Maison hantée Shirley Jackson reste le maître du genre du « conte cryptique et hanté ». Il est par ailleurs nommé dans la catégorie « Fiction » du National Book Award de 1960.
Le roman est considéré comme l'une des meilleures histoires de maisons hantées de la littérature,,, notamment par des auteurs célèbres comme Neil Gaiman, Dan Simmons, Carmen Maria Machado, Joyce Carol Oates, Lisa Tuttle et Stephen King,, qui en a fait une longue analyse dans son essai Anatomie de l'Horreur.

## Analyse
Stephen King, à propos de l'incipit de Maison hantée, définit le style de Jackson comme une « épiphanie » des mots qui transcendent la somme de leur partie, et décrit ce passage comme l'un des plus réussis de la littérature anglaise:
« Aucun organisme vivant ne peut demeurer sain dans un état de réalité absolue. Même les alouettes et les sauterelles rêvent, semble-t-il. Mais Hill House, seule et maladive, se dressait depuis quatre-vingts ans à flanc de colline, abritant en son sein des ténèbres éternelles. Les murs de brique et les planchers restaient droits à tout jamais, un profond silence régnait entre les portes soigneusement closes. Ce qui déambulait ici, scellé dans le bois et la pierre, errait en solitaire. »
Pour King, Maison hantée présente une genèse surnaturelle servant de point de départ au récit. On sait que Hill House n'est pas une demeure « normale », mais aucun fantôme ni aucun détail ne permet de préciser cette allégation tout au long du récit ; c'est l'impression d'ensemble sur la maison et son ambiance qui donne raison à cette idée, et ce dès sa première apparition. Aussi, semblerait-il que tous les évènements surnaturels qui arrivent ne sont pas forcément causés par la maison seule : Theodora semble avoir des pouvoirs télépathiques et Eleanor, bien que le niant, a déjà vécu des expériences de télékinésie par le passé…
Le personnage d'Eleanor Vance, plus particulièrement, est intimement lié à Hill House : la maison, selon King, reflète son narcissisme et l'obsession qu'elle a pour elle-même. Traumatisée par son éducation et sa famille, Eleanor ne parvient plus à se saisir de son indépendance, et finit par se complaire dans sa soumission à Hill House. Bien qu'étant la narratrice, et donc donnant l'illusion au lecteur de la connaître au fil du récit, elle demeure très mystérieuse du fait de son manque de confiance et de ses changements d'humeur. Son caractère lunatique et rêveur fait écho à Hill House qui parvient à combler les fantasmes et rêveries dans lequel le personnage vit. Plus le récit avance, plus on remarque qu'Eleanor ne voit comme seule menace non plus Hill House, mais bien ses camarades, Theodora, Luke et le Dr. Montague : en lui offrant la possibilité de gagner son indépendance, ils éveillent en elle à la fois un désir illusoire et une révulsion profonde.
À force de laisser croire au lecteur que Hill House était la menace principale, Jackson occulte l'idée qu'Eleanor puisse être l'origine du problème. À la fin du récit, il est sous-entendu que si la maison n'était au départ pas véritablement hantée, elle finit par l'être par nul autre qu'Eleanor Vance elle-même.
Le voyage, au début du roman, annonce le caractère d'Eleanor et présente au lecteur sa personnalité : une femme désireuse d'avoir un véritable chez-soi et désirant briser son quotidien fade et solitaire. Ce voyage qui la mène jusqu'à Hill House apparaît alors comme une transition douce et rêveuse entre le réel et l'irréel, qui expose les enjeux de son personnage : Eleanor finira par quitter sa vie réelle pour embrasser une vie de rêves et de fantasme qui, inévitablement, la mènera à sa perte,.
Selon Ruth Franklin (en), Jackson utilise l'humour à travers son style littéraire pour désamorcer la tension et capter l'attention du lecteur : dans Maison hantée, c'est la figure du médium risible et absurde, incarnée en l'intervention du personnage de Mme Montague et de son coéquipier, qui apporte une nuance à la dramatisation du récit et lui permet d'avoir une nouvelle dynamique.

## Éditions françaises
Le roman a d'abord été traduit en français par Dominique Mols sous le titre de Maison hantée en 1979 par la Librairie des Champs-Élysées, dans leur collection « Le Masque fantastique ». Par la suite, il a été publié par Presses-Pocket en 1993, puis réédité sous le titre Hantise en 1999, à l'occasion de la sortie du film du même nom. En 2016, le roman est publié dans une nouvelle traduction par Fabienne Duvigneau sous le titre La Maison hantée aux éditions Payot & Rivages, dans leur collection « Rivages/Noir ».

## Adaptations

### Cinéma
- La Maison du diable, film de Robert Wise (1963).
- Hantise, film de Jan de Bont (1999).

### Télévision
- Rose Red, mini-série inspirée par le roman, scénarisée par Stephen King et réalisée par Craig R. Baxley (2002).
- The Haunting of Hill House, première saison de la série télévisée d'anthologie The Haunting de Mike Flanagan (2018).

### Sources
- Stephen King, Anatomie de l'horreur, Paris, Éditions Albin Michel, 3 septembre 2018, 624 p. (ISBN 978-2-226-32603-4), chap. 9 (« La Littérature d'Horreur »), p. 341-372.